# Casabona
Casabona là một đô thị ở tỉnh Crotone, vùng Calabria, Italia.
Kinh tế đô thị này dựa vào sản xuất dầu ăn, rượu vang, ngũ cốc, quả chanh cam, nuôi gia súc.